# Hipoxia tumoral

Estroma tumoral y matriz extracelular en hipoxia

La hipoxia tumoral es un trastorno en el que las células tumorales han sido privadas de oxígeno. A medida que el tumor crece, sobrepasa rápidamente el suministro de sangre, dejando partes del tumor con regiones donde la concentración de oxígeno es significativamente menor que en los tejidos sanos. Los microambientes hipóxicos en los tumores sólidos son el resultado de una consumición de oxígeno disponible de entre el  70 y 150 μm de la vasculatura del tumor que cuando proliferan rápidamente las células tumorales limitan así la cantidad de oxígeno disponible para su difusión en el tejido tumoral. Con el fin de apoyar el crecimiento y la proliferación continua en entornos hipóxicos difíciles se ha descubierto que las células cancerígenas alteran su metabolismo. Asimismo, se sabe que la hipoxia cambia el comportamiento celular y está relacionada con la remodelación de la matriz extracelular y el aumento del comportamiento migratorio y metastásico.

## Cambios en la glucólisis
Un cambio particular en el metabolismo, conocido históricamente como el efecto Warburg, se produce en altas tasas de gloculosis tanto en células cancerosas normóxicas como hipóxicas. La expresión de los genes responsables de las enzimas glucolíticas y de los transportadores de glucosa son mejorados por numerosos oncogenes, incluyendo RAS, SRC y MYC.

### Cambios inducidos por la  HIF-1A en la expresión génica
Habitualmente, la hipoxia conduce a un aumento de la producción del factor inducible por hipoxia (HIF-1, por sus siglas en inglés), que contiene subunidades de HIF-1α y HIF-1β, y que actúa como un factor de transcripción regulatorio clave responsable de los cambios celulares adaptativos. En humanos, se ha demostrado que el HIF-1 aumenta la expresión de los genes que afectan a una serie de áreas clave de la fisiología. Este abanico de genes va desde los que intervienen en el desencadenamiento de una respuesta inflamatoria hasta los responsables del metabolismo del hierro. Es particularmente destacable cuando se centra en el metabolismo, se ha demostrado que el HIF-1 afecta a los genes glucolíticos para hacer frente a las reducciones en la disponibilidad y consumo de oxígeno.
Estos genes incluyen: familia de portadores de soluto 2 (GLUT1), hexoquinasa (HK), fosfoglucosa isomerasa (IGP), fosfofructoquinasa (PFKL), fructosa-bisfosfato aldolasa (ALDO), gliceraldehído-3-fosfato deshidrogenasa (GAPDH), fosfoglicerato quinasa (PGK), fosfoglicerato mutasa (PGM), enolasa 1 (ENOA), piruvato quinasa (PK), piruvato deshidrogenasa quinasa, isozima 1 (PDK1) y lactato deshidrogenasa A (LDH-A). Además de las alteraciones en la concentración de oxígeno asociadas con microambientes hipóxicos, los gradientes de concentración de glucosa que se encuentran en los tumores también influyen en la tasa de glucolosis aeróbica y anearóbica.  El elemento de respuesta a los carbohidratos (ChoRE, por sus siglas en inglés) es responsable de regular la expresión génica de la enzima glucolítica en respuesta a los cambios en las concentraciones de glucosa a través de una interacción vinculante en la misma secuencia de consenso que el HIF-1. Las interacciones de HIF-1 y ChoRE con la secuencia de ADN 5'-RCGTG-3' conducen a una mayor expresión de los genes mencionados anteriormente.

### Expresión del transportador GLUT-1
El GLUT-1 es un miembro de la familia de transportadores GLUT de 14 transportadores de hexosa responsables de facilitar el transporte de azúcares de hexosa a lo largo del gradiente de concentración. De la familia de los que se cree que mantienen el transporte de glucosa basal en casi todos los tipos de células, el GLUT-1 es el expresado en mayor cantidad. Se ha demostrado que los niveles de GLUT-1, aumentan los cambios en los niveles de ARNm y proteínas en respuesta a las condiciones de hipoxia. Además, se ha demostrado que el transporte de GLUT-1 aumenta con los trastornos de hipoxia. Con el papel de transportar los azúcares desde el entorno extracelular al intracelular, el GLUT-1, junto con otros miembros de la familia GLUT, puede controlar la velocidad del metabolismo glucolítico celular. Al tener un mayor nivel de GLUT-1, en el caso de tumores hipóxicos, aumenta el flujo de glucosa en las células, lo que permite una mayor tasa de glucólisis y, por lo tanto, mayores riesgos de metástasis (como se explica a continuación).

### Expresión de lahexoquinasa2
La hexoquinasa (HK, por sus siglas en inglés) es la primera enzima durante la gloculosis que convierte la glucosa en glucosa-6-fosfato mediante el proceso de fosforilación dependiente de trifosfato de adenosina (ATP, por sus siglas en inglés). La reacción de la hexoquinasa activa la glucosa para los pasos siguientes, proceso importante para el desarrollo de la glucólisis. En los tumores hipóxicos, aumenta significativamente la abundancia de ARNm hexoquinasa, así como los niveles de proteína. El aumento de la expresión de la hexoquinasa 2, que en algunos casos es casi 10 veces mayor, permite un aumento del flujo de glucosa a través de la gloculosis posterior al aumento de la absorción por parte de GLUT-1.

### Expresión de la fosfoglucosa isomerasa
La fosfoglucosa isomerasa (PGI, por sus siglas en inglés) es una enzima citosólica catalizadora,ç con funciones tanto en la glucólisis como en las vías de la gluconeogénesis. Es responsable de catalizar la interconversión de la glucosa 6-fosfato y la fructosa 6-fosfato. Extracelularmente, la PGI se conoce como un factor de motilidad autocrino (FMA) que provoca funciones de diferenciación mitogénicas, motogénicas, así como la progresión tumoral y la metástasis. La activación de la PGI a través de los mecanismos propuestos inducidos por el HIF-1 tiene como resultado en una mayor conversión de glucosa 6-fosfato a fructosa 6-fosfato y también contribuye a la motilidad celular y a la invasión durante la metástasis del cáncer.

### Expresión de 6-fosfofructo-2-quinasa/fructosa 2,6-bisfosfatasa
Las 6-fosfofructo-2-kinasas/fructosa 2,6-bisfosfatasas (PFKFBs) pertenecen a una familia de enzimas bifuncionales dependientes de ATP responsables de controlar el nivel de glucólisis mediante la fructosa-1,6-bisfosfato. La expresión de estas enzimas (PFK-2/FBPase-2) inducidas por HIF-1 alteran posteriormente el equilibrio de la fructosa-2,6-bifosfato, que desempeña un papel importante como activador alostérico de la fosfo-fructoquinasa 1 (PFK-1). La PFK-1 es una enzima que controla uno de los pasos más críticos de la glucólisis. La regulación de PFK-1 también está regulada por el estado de la energía celular como resultado al efecto inhibidor del ATP. Una mayor cantidad de fructosa-2,6-bisfosfato en las células cancerosas, es el resultado de la expresión HIF-1 de PFK-2/FBPase-2, que activa la PFK-1 permitiendo así un mayor flujo glucolítico convirtiendo la fructosa6-fosfato en fructosa-1,6-bisfosfato. La regulación alostérica de la glucólisis mediante la fructosa-2,6-bisfosfato permite a las células cancerosas mantener un equilibrio glucolítico para satisfacer sus demandas bioenergéticas y biosintéticas.

### Expresión de la fructosa-1,6-bisfosfato aldolasa
La fructosa-1,6-bisfosfato aldolasa (ALDO) pertenece a la familia que abarca las aldolasa A, B y C.  en la glucólisis, las enzimas aldolasa dividen la fructosa-1,6-bisfosfato en dos moléculas de 3-C que incluyen al gliceraldehído-3-fosfato (GAP) y al fosfato de dihidroxiacetona (DHAP). Con la expresión mediada por el HIF-1 de aldolasa A en condiciones hipóxicas, la catálisis de la fructosa-2,6-bisfosfato a gliceraldehído-3-fosfato y fosfato de dihidroxiacetona se incrementa, lo que conduce a un mayor flujo glucolítico.

### Expresión de gliceraldehído-3-fosfato deshidrogenasa
La enzima glucolítica gliceraldehído-3-fosfato deshidrogenasa (GAPDH) es responsable de la conversión oxidativa de gliceraldehído-3-fosfato (GADP) a 1,3-bisfosfoglicerato (1,3BPG). La regulación de la expresión de la gliceraldehído-3-fosfato deshidrogenasa es máxima (4-5 veces) en condiciones hipóxicas de hasta 24 horas en células endoteliales vasculares. Se han propuesto varios modelos para los mecanismos exactos de activación de la gliceraldehído-3-fosfato deshidrogenasa.

### Expresión defosfoglicerato quinasa1
Se ha demostrado que la hipoxia induce una acumulación 10 veces mayor de fosfoglicerato quinasa 1 (PGK-1) ARNm en células de hepatoma de ratón (Hepa 1c1c7). El fosfoglicerato quinasa 1 es una enzima implicada en la conversión de 1,3-bifosfoglicerato (1,3-BPG) a 3-fosfoglicerato (3-P-G), lo que da lugar a la producción de ATP a partir de ADP. Se cree que la inducción de la expresión génica por el HIF-1 depende de la presencia de un translocador nuclear de receptores de hidrocarburos aromáticos (ARNT1). Se cree que la región N-terminal de Arnt y el HIF-1 trabajan juntos para inducir la transcripción de la fosfoglicerato quinasa 1.

### Expresión de la fosfogliceratomutasa
La fosfoglicerato mutasa B (PGM-B) es una de las últimas enzimas glucolíticas responsables de la conversión de 3-fosfoglicerato (3PG) en 2-fosfoglicerato (2PG). Se demostró que tanto los niveles de proteínas como de ARNm se multiplicaron por 2 y 3 en la investigación que exponía a los fibroblastos pulmonares fetales de las ratas a condiciones hipóxicas. El aumento de los niveles pareció estar regulado a nivel transcripcional, como en el caso de muchas de las otras enzimas glucolíticas. El mayor control de los niveles se mostró durante 16 horas siguientes, por lo que refuerza su papel de contribuir a un mayor flujo glucolítico para la adaptación de las células a la hipoxia.

### Expresión de la enolasa 1
La enolasa 1, también conocida como enolasa-α, está codificada por el gen ENOA que es responsable de convertir el 2-fosfoglicerato en fosfoenolpiruvato durante la gloculosis. Tanto la sobreexpresión de la enolasa 1 como sus modificaciones postraduccionales podrían ser de útiles para el trabajo de diagnóstico y pronóstico en lo que se refiere al cáncer. Aunque las funciones exactas de las modificaciones postranslacionales no se han esclaricido totalmente, se muestran patrones entre ciertos tipos de células cancerosas que sugieren pueden tener una influencia importante en la función, la localización y la inmunogenicidad.  Aparte de su papel fomentando el flujo glucolítico y la producción de energía anearóbica, se ha demostrado que provoca una respuesta inmunitaria humoral y celular específica. En todos los niveles, la sobreexpresión de la enolasa 1 inducida por la hipoxia puede tener un papel importante en los tumores hipóxicos, incluyendo un claro incremento en la respiración anearóbica.

### Expresión de piruvato-quinasa
La piruvato-quinasa M activada con HIF-1 viene en múltiples isoformas conocidas como PKM1 y PKM2. Se ha demostrado que la piruvato-quinasa convierte el fosfoenolpiruvato en piruvato formando ATP a partir de ADP. Junto con la fosfo-fructoquinasa 1, la piruvato-quinasa también es activada alostéricamente por la fructosa-2,6-bisfosfato. Se ha demostrado que en células cancerosas la piruvato-quinasa M2 interactúa directamente con el HIF-1α mejorando la unión al HIF-1 y la captación de p300 para los elementos de respuesta a la hipoxia. Este bucle de retroalimentación positiva conduce a la transactivación de HIF-1 y al efecto amplificado del metabolismo de la glucosa.
La piruvato-quinasa M2 es a menudo considerada la principal reguladora del metabolismo del cáncer con funciones en varios mecanismos de retroalimentación paralela, alimentación prospectiva, positiva y negativa. La diferencia genética entre la piruvato-quinasa M1 y la piruvato-quinasa M2 es de 22 de los 531 aminoácidos, lo que supone una inmensa diferencia. La piruvato-quinasa M2 tiene una actividad metabólica regulada por modificaciones postranslacionales que incluyen la acetilación, la oxidación, la fosforilación, la hidroxilación y la sumoilación. Esta variedad de modificaciones pueden causar el cambio de la forma tretramérica metabólicamente activa a la forma monomérica inactiva. Se ha demostrado que la conocida quinasa extracelular regulada por señal extracelular activada por EGFR (ERK2) y la proteína quinasa asociada a la muerte se unen y fosforilan directamente la piruvato-quinasa M2, lo que conduce a un aumento de la actividad en la vía glucolítica. En condiciones hipóxicas localizadas en un tumor sólido, la piruvato-quinasa M2 desempeña un papel importante fomentando la producción de energía anearóbica.

### Expresión de piruvato deshidrogenasa quinasa
La piruvato deshidrogenasa continua la glucosis y es responsable de la conversión del piruvato en acetil-CoA, el cual entra en el ciclo del TCA. El ciclo de TCA, aunque no requiere oxígeno continuamente, necesita que el ciclo de NADH a NAD+ realice la cadena de transporte de electrones bajo condiciones aeróbicas. Bajo condiciones anaeróbicas, como las que se encuentran en los tumores hipóxicos, el ciclo de TCA proporciona poca producción de ATP debido a la  debido a la escasez de transporte de electrones en la cadena funcional. Para dirigir el piruvato producido glucolíticamente lejos del ciclo del TCA, la piruvato deshidrogenasa quinasa es sobreexpresada como respuesta a las condiciones hipóxicas. La piruvato deshidrogenasa quinasa no es una enzima glucolítica sino más bien un regulador glucolítico. Las piruvato deshidrogenasa quinasas, activadas transcripcionalmente por el HIF-1 en condiciones hipóxicas, son responsables de fosforilar la subunidad E1 de piruvato deshidrogenasa, controlando a la larga su función. Al inhibir esta vía específica, los productos glucolíticos son dirigidos lejos del ciclo mitocondrial del TCA y hacia la lactato deshidrogenasa.

### Expresión de la lactato deshidrogenasa
La expresión activada de la lactato deshidrogenasa A (LDH-A) se asemeja a la desactivación de la piruvato deshidrogenasa mediada con la piruvato deshidrogenasa quinasa. La subsecuente inactivación de la piruvato deshidrogenasa después de la fosforilación y aumento de la expresión de la lactato deshidrogenasa A desvía el piruvato fuera del ciclo mitocondrial del TCA.  En muchos tipos de tumores diferentes la lactato deshidrogenasa A se encuentra a niveles elevados e incluso se ha relacionado con un mal pronóstico y un mayor potencial metastásico. Los altos niveles de producción de lactato hacen que surja la pregunta de si el lactato tiene alguna influencia en el comportamiento agresivo mostrado en los tumores hipóxicos.

### Visión general de los cambios glucolíticos y sus consecuencias
El aumento de la expresión de casi todas las enzimas glucolíticas se observa en condiciones tumorales hipóxicas. La sobreexpresión de estas proteínas se micd mediante el HIF-1 y altera completamente el metabolismo celular normal.  Con la disminución de la tasa de oxidación mitocondrial, el lactato y los protones comienzan a acumularse.  Los altos niveles de glucólisis y fabricación de lactato, como se muestra en las células tumorales hipóxicas, son el sello distintivo de las células cancerosas incluso en presencia de oxígeno.
Para aliviar la acidosis de las células tumorales, las anhidrasas carbónicas parecen estar altamente expresadas una vez más después de la activación del HIF-1. Estas enzimas catalizan la hidratación reversible del dióxido de carbono en bicarbonato y protones. También ayudan a acidificar el ambiente extracelular y a mantener un compartimiento intracelular ligeramente alcalino que contribuye a la supervivencia de las células tumorales. El lactato de las células tumorales hipóxicas es excretado al entorno circundante por la anhidrasa carbónica 9 y el intercambiador sodio-hidrógeno 1 MCT4. Las células cancerosas aeróbicas locales se encargan de absorber este lactato formando una simbiosis metabólica.

## Lactato y cáncer
Está comúnmente aceptado que las células cancerosas (tanto hipóxicas como normóxicas) producen grandes cantidades de lactato como resultado de un gran cambio metabólico de la fosforilación oxidativa a la glucólisis alterada. Los altos niveles de lactato liberado contribuyen al escape inmunológico de las células tumorales. Las células T activadas utilizan la glucólisis como fuente de energía y, por lo tanto, deben regular sus propios niveles de lactato. Las células inmunitarias, no pueden deshacerse de su propio lactato tradicionalmente realizado por un método de secreción, debido al gradiente de concentración de un ambiente rico en lactato. Se cree que los leucocitos pueden ser asfixiados por el lactato, mientras que los pH extracelulares bajos también pueden reducir la función citotóxica de las células T. En las células endoteliales también se ha demostrado que el lactato estimula la producción del factor de crecimiento endotelial vascular (VEGF, por sus siglas en inglés), lo que conduce a un aumento de la migración celular como resultado de la angiogénesis inducida por el lactato.Estudios recientes también han revelado que la asimilación del lactato por parte del MCT-1 en las células endoteliales estimula la activación de la NF-κB y por lo tanto la expresión del IL-8. La liberación de lactato de las células tumorales a través de MCT-4 es suficiente para estimular la angiogénesis y el crecimiento del tumor a través de un mecanismo dependiente de IL-8.
El lactato ha demostrado la capacidad de aumentar la producción de hialuronano, lo que lleva a una elevada expresión de CD44. El hialuronano es un polímero glicosaminoglicano crítico para mantener la integridad de la matriz extracelular y modular las interacciones célula-célula. El hialuronano está ligado a las superficies de las células por CD44, que están ancladas en balsas de lípidos ricas en caveolina. La escisión y la posterior degradación del hialuronano se ve facilitada por Hyal2 y Hyal1, respectivamente.  El aumento de los niveles de hialuronano alrededor de los carcinomas lleva al aumento del crecimiento y la motilidad celular. Se ha identificado un elemento de respuesta sensible al lactato para los genes de los fibroblastos implicados en el metabolismo del ácido hialurónico.
Finalmente, también vale la pena señalar que las concentraciones de lactato están positivamente correlacionadas con la radiorresistencia.  Muchos tratamientos contra el cáncer, incluyendo la radiación ionizante y muchos quimioterapéuticos, dependen de la sobreproducción de especies reactivas de oxígeno para causar inestabilidad genómica. El lactato, como antioxidante, puede actuar para reducir los niveles de especies reactivas de oxígeno, aumentando así la resistencia a la radiación y la quimioterapia.

## Microambiente ácido y metástasis
Se cree que el bajo pH de los tumores hipóxicos, como resultado de los altos niveles de ácido láctico, se puede favorecer la invasión de las células tumorales mediante la destrucción del tejido adyacente no canceroso. La anhidrasa carbónica 9 que participa en el mantenimiento de un pH intracelular ligeramente alcalino lo hace eliminando el carbonato del espacio extracelular y acidificando consecuentemente el entorno celular. Además, el bombeo de protones de las células tumorales hipóxicas disminuye aún más el pH circundante. En otro orden de cosas, tal y como se ha observado antes, la función autocrina de la fosfoglucosa isomerasa también favorece la motilidad celular y la metástasis.

## Simbiosis metabólica
Con las células tumorales hipóxicas consumiendo grandes cantidades de glucosa para mantener la homeostasis energética, el tumor ha encontrado una manera de usar sus recursos de la manera más eficiente. El producto glucolítico final de los tumores hipóxicos, el lactato, es transportado fuera de la célula hipóxica por el transportador de monocarboxilatos 4 (MCT4), que es un transportador inducido por la hipoxia. En el espacio extracelular, lactato libre se absorbe por el transportador de monocarboxilatos 1 (MCT1), uno no inducido por la hipoxia, que se encuentra en la superficie de las células aeróbicas. Este transportador permite que las células cancerosas aeróbicas tomen eficientemente el lactato, lo conviertan de nuevo en piruvato con la expresión dependiente del oxígeno de la lactato deshidrogenasa B (LDH-B) y lo utilicen como fuente de energía. Esto libra a dichas células de necesitar grandes cantidades de glucosa, permitiendo que las células hipóxicas absorban la mayoría de los recursos disponibles.
Las células tumorales también han demostrado la notable capacidad de adaptarse a la variación regional de la disponibilidad de oxígeno. Las células cancerosas demuestran la capacidad de ser hipóxicas en un momento dado y aeróbicas en el siguiente. Esto muestra variaciones cíclicas en la oxigenación que implican una regulación dinámica de la simbiosis metabólica entre los estados productores de lactato y los consumidores de lactato.

## La ruta de la pentosa fosfato
Con el fin de satisfacer las demandas del rápido crecimiento del tumor, este debe encontrar maneras de apoyar la síntesis de una célula hija completa mientras se enfrenta al agotamiento del suministro de nutrientes. Estos deben coordinar la producción de precursores para la síntesis macromolecular y mantener la bioenergética celular sin perjudicar el crecimiento, la proliferación y la viabilidad celular. Una manera de hacer esto es mezclando intermediarios glucolíticos como la glucosa-6-fosfato en la ruta de la pentosa fosfato para dar ribosa-5-fosfato y NADPH. El ribosa-5-fosfato actúa como intermediario para la producción de nucleótidos, lo cual proporciona una conexión entre la glucólisis y la síntesis de nucleótidos en células tumorales hipóxicas. En los casos en los que la glicólisis permanece altamente activa en condiciones normóxicas, el NADPH actúa como mediador de reacciones antioxidantes para proteger a las células del daño oxidativo.

## Tratamientos oncológicos e hipoxia tumoral

### Radioterapia
La presencia o ausencia de oxígeno tiene una gran influencia en el efecto biológico de las radiaciones ionizantes. Se ha demostrado que bajo condiciones hipóxicas las células obtienen radiorresistencia a través de mecanismos controlados por el HIF-1. Para superar este problema, los radiooncólogos han desarrollado estrategias y herramientas poderosas tales como la radioterapia de intensidad modulada simultánea (SIB-IMRT), que permite administrar una dosis de refuerzo de radiación a pequeñas fracciones del tumor maligno, citotóxicos/medicamentos selectivos de hipoxia e inhibidores HIF-1.
Por otro lado, es posible tratar un tumor hipóxico por medio de la terapia de iones, con 12C en particular. Como el deterioro por iones es directo, el incremento de la transferencia de oxígeno (OER, por sus siglas en inglés) es 1, por lo que el efecto del oxígeno no es importante.

### Otras opciones de tratamiento
Los medicamentos biorreductores juegan un papel importante en el tratamiento de este tipo de células: pueden matar selectivamente a las células tumorales carentes de oxígeno como los profármacos para hipoxia activa. Algunos ejemplos de fármacos incluyen tirapazamina y evofosfamida. El estudio de los tumores en tales condiciones fue iniciado por el Dr. L. H. Gray.

## Tratando la hipoxia tumoral para superar la metástasis
Se ha demostrado una conexión entre la hipoxia tumoral y la progresión metastásica mediante numerosas publicaciones.

## Desarrollo de fármacos
Se han adoptado diferentes planteamientos para tratar la hipoxia tumoral. Algunas compañías trataron de desarrollar medicamentos que se activan en ambientes hipóxicos (Novacea, Inc. Proacta, Inc. y Threshold Pharmaceuticals, Inc.), mientras que otras actualmente están tratando de reducir la hipoxia tumoral (Diffusion Pharmaceuticals, Inc. y NuvOx Pharma, LLC).
Varias compañías han tratado de desarrollar medicamentos que se activan en ambientes hipóxicos. Estos fármacos candidatos están enfocados a los niveles de hipoxia que son comunes en los tumores, pero que son raros en los tejidos normales. Las zonas hipóxicas de los tumores generalmente evitan los agentes quimioterapéuticos tradicionales y, a la larga, contribuyen su recaída. En los estudios se ha demostrado que la hipoxia está asociada con un peor pronóstico, lo que la convierte en un determinante de la progresión del cáncer y de la respuesta terapéutica. Varios artículos de revisión resumen el estado actual de las citotóxicas hipóxicas (fármacos activados por hipoxia). Entre las compañías que han probado medicamentos que se activan en ambientes hipóxicos se incluyen Novacea, Inc. Proacta y Threshold Pharmaceuticals.   Novacea Inc interrumpió el desarrollo de su medicamento de activación por hipoxia. El fármaco PR610 de Proacta fracasó en un ensayo clínico de fase I debido a su toxicidad. Threshold Pharmaceuticals descontinuó el medicamento de activación por hipoxia, TH-302, después de que en los ensayos de fase III no se logró mostrar una supervivencia general estadísticamente significativa. La niacinamida, la forma activa de la vitamina B3, actúa como un agente quimioterapéutico y radio-sensibilizador al mejorar el flujo sanguíneo del tumor, reduciendo así la hipoxia tumoral. La niacinamida también inhibe las poli (ADP-ribosa) polimerasas (PARP-1), enzimas implicadas en la unión de las rupturas de hebras de ADN inducidas por la radiación o la quimioterapia. A partir de agosto de 2016 no parece haber ningún ensayo clínico en curso para esta indicación.
Otro acercamiento al tratamiento de la hipoxia tumoral es el uso de un compuesto que mejora la difusión de oxígeno para reoxigenar las zonas hipóxicas de los tumores.  Diffusion Pharmaceuticals, desarrollador de compuestos que mejoran la difusión de oxígeno, probó su compuesto principal, el crocetato de sodio trans (TSC), en un ensayo clínico de fase II en 59 pacientes recién diagnosticados con glioblastoma multiforme.  Los resultados de la fase II mostraron que el 36 % de los pacientes con dosis completas de CTS estaban vivos a los 2 años, en comparación con los valores históricos de supervivencia que oscilan entre el 27 % y el 30 % de media.  Otro medicamento en desarrollo que está diseñado para reducir la hipoxia tumoral es el NVX-108 de NuvOx Pharma.  NVX-108 es una formulación del perfluorocarburo, dodecafluoropentano (DDFPe). El NVX-108 se inyecta por vía intravenosa, fluye a través de los pulmones y recoge oxígeno, luego fluye a través de las arterias y libera oxígeno en el tejido hipóxico.  Se está llevando a cabo un ensayo clínico de fase Ib/II para el glioblastoma multiforme recién diagnosticado. Los primeros resultados han mostrado una reversión de la hipoxia tumoral y el ensayo continúa progresando.